# Mesão Frio (Vila Real)
Mesão Frio is een plaats en gemeente in het Portugese district Vila Real.
De gemeente heeft een totale oppervlakte van 27 km² en telde 4926 inwoners in 2001.

## Kernen
- Barqueiros
- Cidadelhe
- Oliveira
- São Nicolau
- Santa Cristina
- Vila Jusã (Mesão Frio)
- Vila Marim